# Oonops endicus
Oonops endicus là một loài nhện trong họ Oonopidae.
Loài này thuộc chi Oonops. Oonops endicus được Arthur M. Chickering miêu tả năm 1971.